# Inmigración húngara en Perú

Perú y Hungría en el mapa

## Datos históricos
Los inicios de la inmigración húngara en el Perú se remontan al siglo XVIII, cuando se registró la presencia de religiosos provenientes del Reino de Hungría, entre ellos Ferenc Xavér Éder, János Zakariás, Károly Brentán y János Rér (Juan Rehr), quienes contribuyeron al desarrollo científico del Virreinato del Perú. El matemático y cosmógrafo János Rér participó en la reconstrucción de la Catedral de Lima y de la iglesia de Santiago Apóstol de Surco tras el devastador terremoto de 1746.
Durante el siglo XX, se produjo una nueva ola migratoria de húngaros al Perú, muchos de ellos huyendo de los conflictos en Europa. Entre los inmigrantes destacados se encuentra Lajos Ébneth, artista de la Bauhaus cuyas obras se encuentran en el Parque Salazar de Miraflores, Lima y en su casa de Chaclacayo. La gran mayoría de los húngaros se establecieron en Lima, pero algunos llegaron hasta la selva central peruana y participaron en la fundación de municipios como Villa Rica, Satipo y Mazamari.

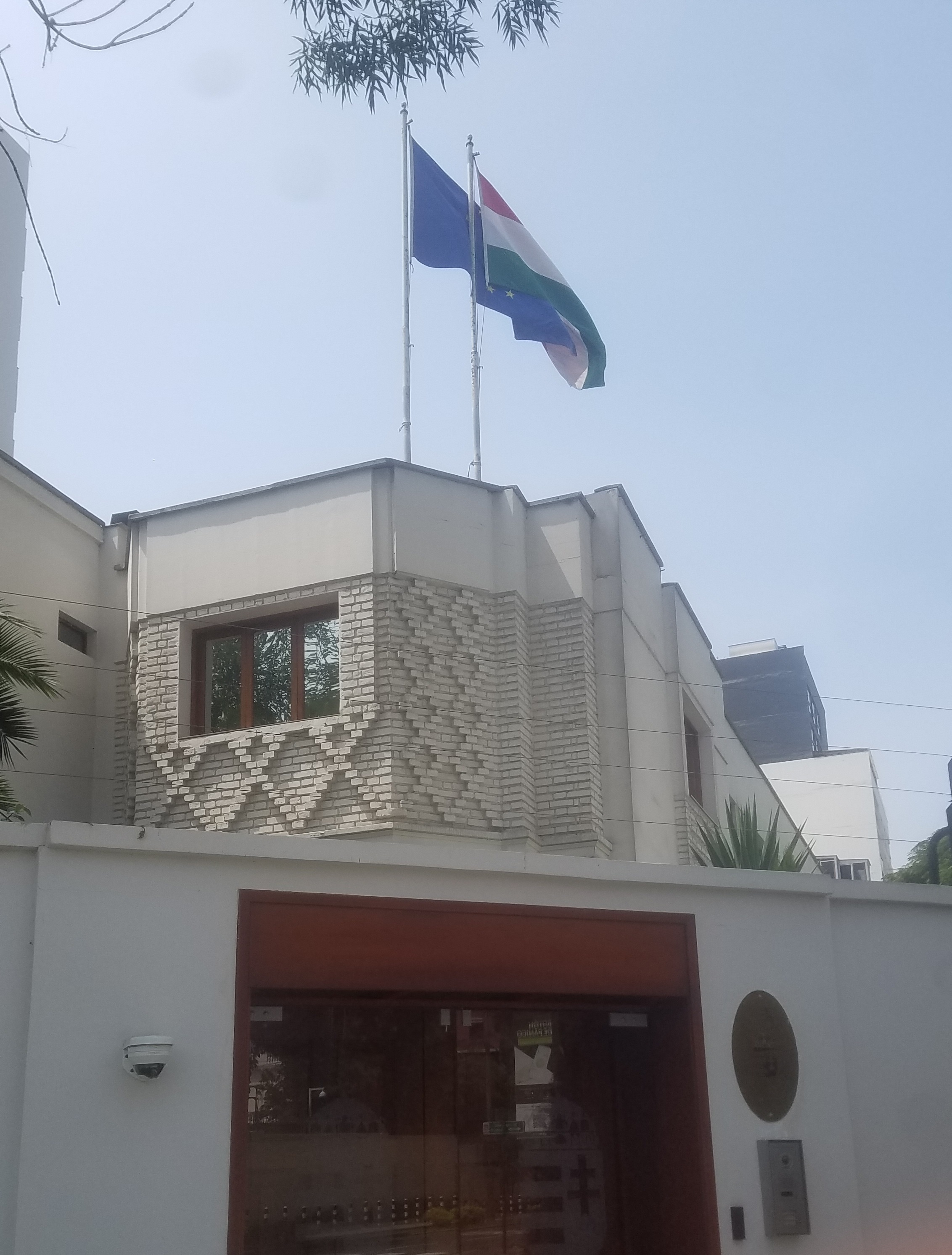
Edificio de la Embajada de Hungría en Lima

Formalmente, Hungría y Perú establecieron relaciones diplomáticas en 1969, el día de la Amistad Húngaro-Peruana es el 16 de agosto. Hungría tiene embajada en Lima (embajador: András Beck, 2023-) y Perú tiene embajada en Budapest (embajador: Edgard Pérez Alván, 2023-).

## La comunidad húngara en el Perú hoy
En tiempos recientes, la comunidad húngara en Perú ha sido representada también por los siguientes descendientes de migrantes húngaros:
- Ruth Shady, arqueóloga y máxima experta de la civilización caral,
- Miklós Lukács de Perény, académico y pensador conservador,
- László Kovács, actor conocido por su rol de Tito en la serie televisiva Al fondo hay sitio,
- Amaranta Kun, actriz de cine y teatro,
- Jorge Kun, poeta y periodista,[5]
- Antonella León (@antoleon13), autora y conocida influencer de Instagram,
- Alberto Baják Miranda, político y columnista.

La organización que agrupa a los descendientes y residentes húngaros en el Perú es el Círculo Húngaro del Perú, fundado el 20 de agosto de 1939 y refundado el 17 de octubre de 2024, el cual promueve la cultura y tradiciones húngaras en el país. Es miembro de la Federación de Asociaciones Húngaras de América Latina (LAMOSZSZ) y del Consejo de la Diáspora del Parlamento de Hungría. Su presidenta es Kinga Ferencz.